# ISO/IEC 25030
ISO / IEC 25030: 2007 proporciona requisitos y recomendaciones para la especificación de los requisitos de calidad del software. Se aplica a compradores y vendedores. Se centra en los requisitos de calidad del software, pero con una perspectiva de sistema diferente a la que el software normalmente se desarrolló y es aplicado como una parte de un sistema más grande.
ISO / IEC 25030: 2007 ayuda a mejorar la calidad de los requisitos de calidad del software. Lo hace proporcionando requisitos y recomendaciones para los requisitos de calidad, y orientación para los procesos utilizados para definir y analizar los requisitos de calidad. Aplica el modelo de calidad definido en ISO / IEC 9126-1 [ISO / IEC 25010] y cumple con los procesos de requisitos definidos en ISO / IEC 15288.
ISO / IEC 25030 es parte de la serie SQuaRE de Normas Internacionales.